# François de Callières
François de Callières (Thorigny, Normandië, 14 mei 1645 – Parijs, 4 maart 1717) was een Frans filoloog en diplomaat, lid van de Académie française.

## Levensloop
Hij was een zoon van Jacques de Callières (†1697), generaal in de legers van Lodewijk XIV en gouverneur van Cherbourg. Zijn vader bezorgde hem een verzorgde opvoeding. Zoals zijn vader verbond hij zijn lot aan de hertogen d'Orléans-Longueville. Ze bezorgden hem zijn eerste diplomatieke opdracht, namelijk de kandidatuur voor het koningschap van Polen te gaan verdedigen ten gunste van hertog Charles-Paris van Orléans. De kandidaat overleed echter na een schermutseling in Duitsland, wat de inspanningen van Callières nutteloos maakte.
Tijdens die activiteiten knoopte hij talrijke nuttige relaties aan, die hij onder meer kon ten dienste stellen van koning Lodewijk XIV. Hij werd een van de naaste medewerkers van de monarch. In 1697 ging hij in naam van Frankrijk de Vrede van Rijswijk ondertekenen.
Bij zijn dood bleek hij een aanzienlijk fortuin te hebben verworven. Hij bezat onder meer een 250-tal werken van grote meesters (Peter Paul Rubens, Veronese, Titiaan enz.) die van zijn woning in de Rue Saint-Augustin in Parijs een echt museum maakten. Vrijgezel gebleven legateerde hij zijn bezittingen aan de armen van Parijs.

## Académie française
In opvolging van Philippe Quinault werd hij ontvangen als lid van de Académie française op 7 februari 1689.

## Publicaties

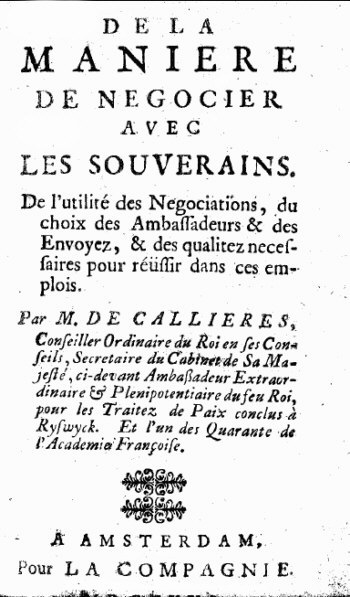
Voorpagina van De la manière de négocier... (1716).

- La Logique des amans, ou l'Amour logicien , Parijs, 1668.
- Nouvelles amoureuses et galantes (toegeschreven aan François de Callières), Parijs, 1678.
- Histoire poétique de la guerre nouvellement déclarée entre les Anciens et les Modernes, Parijs, 1688, hruitgave Genève, Slatkine, 1971.
- Des mots à la mode et des nouvelles façons de parler, avec des observations sur diverses manières d'agir et de s'exprimer, et un discours en vers sur les mêmes matières, Parijs, 1692, heruitgave Slatkine, 1972.
- Des bons mots, des bons contes de leur usage, de la raillerie des anciens, de la raillerie et des railleurs de notre temps, Parijs, 1692, heruitgave Slatkine, 1971.
- Du bon et du mauvais usage dans les manières de s'exprimer, des façons de parler bourgeoises, et en quoy elles sont différentes de celle de la Cour, Parijs, 1693.
- De la manière de négocier avec les souverains, de l'utilité des négociations, du choix des ambassadeurs et des envoyez, et des qualitez nécessaires pour reüssir dans ces employs , Parijs, 1716, heruitgave, Parijs, Nouveau monde éditions, 2006.[1] De originele uitgave werd vertaald in het Engels, Italiaans, Russisch en Duits. In de twintigste eeuw volgden uitgaven in het Engels, Chinees, Japans, Spaans, Portugees en Pools.
- De la science du monde et des connaissances utiles à la conduite de la vie, Parijs, 1717.

## Latere beroemdheid
Callières leek voorbestemd om, zoals veel bescheiden schrijvers, in de vergetelheid te verdwijnen, was het niet dat een van zijn werken in de twintigste eeuw opnieuw in de belangstelling kwam en van hem een beroemdheid maakte.
In 1917 publiceerde de Britse diplomaat Sir Ernest Sadow een Guide de la pratique diplomatique, waarin hij hoofdstuk per hoofdstuk de gedachtegang volgde van Callières in zijn Manière de traiter avec les souverains, die hij een goudmijn van politieke wijsheid noemde.
In 1919 werd het boek van Callières opnieuw uitgegeven door de Britse diplomaat Sir Alexandre Frederick Whyte, parlementair secretaris van Sir Winston Churchill.
Vooral in de Angelsaksische wereld wekte het boek van Callières blijvend belangstelling op. De Amerikaans president Thomas Jefferson was er een bewonderaar van en hij had er een exemplaar van in zijn bibliotheek. Na hem hebben heel wat Engelse en Amerikaanse personaliteiten het boek geprezen. Onder hen bevond zich John Kenneth Galbraith, die schreef: Men mag zich afvragen wat er na dit boek nog meer aan het onderwerp is toe te voegen.
Was het boek voornamelijk gericht op de staathuishoudkunde en op de diplomatieke onderhandelingen die dienden te worden gevoerd om oorlogen en conflicten te vermijden, werd in de tweede helft van de twintigste eeuw, de deugdelijkheid van de erin verkondigde principes ontdekt voor toepassing in allerhande aspecten van het leven. Het boek werd voortaan gebruikt door docenten die de onderhandelingen in de handelswereld onderwezen. Universiteiten zoals Harvard, Tokio, Navarra en de London Business School schreven het in op het programma van door de studenten te lezen en te bestuderen werken.